# Legio IV Macedonica
Legio IV Macedonica (IV Македонський легіон) — римський легіон.

## Історія
Створений у 48 році до н. е. Гаєм Юлієм Цезарем під час його боротьби із Гнеєм Помпеєм Великим. Того ж року брав участь у битвах при Діррахіумі та Фарсалі. Після цього розташувався табором у Македонії, звідки отримав своє ім'я. Після загибелі Цезаря легіон підтримав у боротьбі за владу Октавіана. Разом з останнім у 44 році до н. е. бився при Мутіні проти Марка Антонія. Легіон був учасником битви при Філіппах у 42 році до н. е., коли було подолано республіканців. У 41 році був учасником Перузійської війни проти Луція Антонія. У 31 році до н. е. — учасник вирішальної битви при Акції.
Август, перед реорганізацією армії, у 30 році до н. е. відправив його до провінції Тарраконська Іспанія, де легіон залишив деякі сліди своєї присутності. Його табір знаходився десь в околицях сучасного Бургоса. У 29 році до н. е. приєднався до інших римських легіонів, що спрямувалися на підкорення кантабрів. У 25 році до н. е. легіон відзначився у битві при Веліці. У 15 році до н. е. ветерани легіону заснували Колонію Цезар Августу (сучасне м. Сарагоса). У 13 році до н. е. повернувся до свого табору в Тарраконській Іспанії. З 8 до 2 року до н. е. легіонери брали участь у реконструкції Августової дороги.
Саме звідти у володарювання Калігули він був посланий до Мавретанії, щоб окупувати цю країну після смерті царя Птолемея. У 40 році відправлено проти германського племені хаттів. У 43 році за імператора Клавдія, коли легіони Німеччини були ослаблені заради посилення військ вторгнення до Британії, легіон перейшов на Рейнський кордон і влаштувався у Монгутіаку (сучасне місто Майнц). У 68 році брав участь у придушенні повстання Віндекса проти імператора Нерона.
Там він перебував при Гальбі. Він неохоче визнав цього імператора. Але його підпорядкованість була чисто зовнішньою, незабаром він збунтувався і зірвав зображення Гальби зі своїх значків. Тут у 69 році легіон підтримав Вітеллія. Половина легіону на чолі з Авлом Цециною відправилася до Італії, де брала участь у битвах при Бедріаку — проти імператора Отона та при Кремоні — проти військ Веспасіана. В останньому легіонери Legio IV Macedonica зазнали відчутних втрат. Інша частина легіону на чолі із Гордеоннієм Флакком воювала проти повсталих батавів на чолі із Цивілісом. Разом з Legio I Germanica зазнали поразки від батавів та перейшли на бік Цивіліса, проте незабаром повернулися на бік Риму. Надалі під загальним командуванням Квінта Церіала.
Імператор Веспасіан під час реорганізації у 70 році римського війська розформував цей легіон. Ветерани легіону ще мешкали в Іспанії. за імператора Доміціана разом з ветеранами інших легіонів їх переселили до колонії Скупіс (сучасне місто Скоп'є).